# Chikkakurubarahalli, Channagiri
Chikkakurubarahalli là một làng thuộc tehsil Channagiri, huyện Davanagere, bang Karnataka, Ấn Độ.